# Zbavme se Constance
Zbavme se Constance (anglicky Let's All Kill Constance) je mysteriózní román s detektivní zápletkou amerického spisovatele Raye Bradburyho. Jde o třetí závěrečný díl tzv. kalifornské trilogie, kam ještě patří romány Smrt je vždycky osamělá (1985, Death Is a Lonely Business) a Hřbitov šílenců (1990, A Graveyard for Lunatics). Roku 2009 byla trilogie vydána souborně pod názvem Where Everything Ends (Kde všechno končí).
Soukromý detektiv Elmo Crumley, režisér Fritz Wong a hvězda němého filmu Constance Rattiganová vystupují již v předešlých částech trilogie. Jméno detektiva zvolil Bradbury podle spisovatele drsné školy Jamese Crumleyho. Předlohou pro postavu autoritativního režiséra Fritze Wonga byli dva skuteční Bradburyho přátelé, režisér Fritz Lang a kameraman čínského původu James Wong Howe. Do postavy Constance se promítla Bradburyho platonická láska z mládí k herečce Katharine Hepburnové.

## Obsah románu
Příběh začíná jedné deštivé, bouřlivé noci v roce 1960 a je opět vyprávěn bezejmenným scenáristou a spisovatelem science fiction jako předcházející dva díly trilogie. V tomto románu má přezdívku Willie. Snaží ve svém bungalovu u moře poblíž Los Angeles dokončit svůj román. Na jeho dveře zaklepe promočená a vyděšená žena a žádá ho o pomoc. Willie v ní poznává Constanci Rattiganovou, postarší, ale stále přitažlivou filmovou hvězdu, která má svou rezidenci poblíž jeho bungalovu. Spisovatelova manželka Maggie, která na něj žárlí, protože se jako scenárista stýká s filmovými herečkami, ten den odjela na návštěvu k příbuzným.
Willie pozve Constanci dál, aby se osušila a ona mu ukazuje zápisník, který našla pohozený před svými dveřmi a který obsahuje abecední seznam lidí, které znala a kteří už většinou nežijí. Zároveň mu ukazuje svůj osobní adresář, kde je její jméno i několik dalších jmen, dosud žijících osob, označeno červeným křížem. Ptá se Willieho, co si myslí o těchto „knihách mrtvých“.
Ráno je Constance pryč a obě knihy zanechala v bungalovu. Willie ji hledá v její rezidenci, ale Constance tam není. Často ji vídal, jak plave daleko do moře spolu s lachtany a pak se s přílivovou vlnou vrací zpět na břeh. Hledá ji proto u moře a když se Constance neobjevuje, povolá Willie na pomoc svého přítele, soukromého detektiva.
Detektiv Elmo Crumley a Willie začínají pátrat podle jmen označených křížky v adresáři, který mu Constance zanechala. Pátrání je tak postupně zavádí k lidem, kteří mají s Constancí úzké vazby. Nejdříve k jejímu prvnímu manželovi, bývalému správci kolejové dráhy na útes Mount Lowe, starému pološílenému muži, který žije obklopen obrovskými stohy starých novin, které sbírá už desítky let. Dále k věštkyni Califii, která v minulosti předpověděla Constanci šťastný život po boku tohoto muže. Constance ho ale z nudy brzy po svatbě opustila. Potom navštěvují jejího bratra, dvojče, fanatického kněze a nesmiřitelného odpůrce jakéhokoliv hříchu. Pak je stopy zavedou do Čínského kina, kde je již mnoho let promítačem její starý otec, jehož kabina je vyzdobena fotografiemi málo známých hereček. Z pátrání vyplývá, že krátce před dvojicí mužů, navštívila tyto osoby i Constance a všichni tito lidé náhle umírají, ale bez zavinění cizí osoby.
Otec Constance je ještě před svou smrtí posílá za mužem, bývalým uznávaným imitátorem slavných hollywoodských hereček. Ten jim prozradí, že ho před lety Constance Rattiganová navštívila a on ji, spolu s mistrem rychlých mužských převleků, naučil jak se za krátkou dobu stát jinou ženou, s jiným fyzickým vzhledem, chováním i vystupováním. Také se přiznává, že „knihu mrtvých“ jí ze stařecké zlomyslnosti nechal poslat on. Po této informaci detektiv i Willie pochopí, že Constance Rattiganová, aby se brzy neokoukala, byla všemi těmi herečkami s různými jmény i vzhledem, které se vždy na jednu nebo dvě sezóny objevily na plátně a pak zase zmizely. Z toho vyplývá, že Constance žila v minulosti životem plným milenců, manželů, alkoholu a lží, pomocí nichž získávala stále nové role. Když se oba muži vrátí do Čínského kina, zjistí že fotografie hereček v kabině jejího otce zmizely.
Do dalšího pátrání po Constanci a jejím minulém životě se postupně zapojí další dva Willieho přátelé, slepý černoch Henry a autoritativní režisér Fritz Wong. Hledání je zavádí na bizarní místa v Los Angeles, do stok a podzemních katakomb, v nichž žijí bezdomovci, nebo na kamenný hřbitov. Světlo do případu vnese sdělení Fritze Wonga, který jim řekne, že ho Constance před měsícem navštívila a chtěla, aby jí svěřil hlavní roli v připravovaném filmu podle divadelní hry G.B. Shawa Svatá Jana. Když vyjádřil své pochybnosti, Constance utekla. Všichni si uvědomí, že herečka je rozhodnuta pohřbít svoji minulost, aby se očistila, a pokud tuto životní roli nezíská, skoncovat i sama se sebou. To potvrdí i návštěva hřbitova, kde jim úředník sdělí, že na příští den je připravován pohřeb Constance Rattiganové v jejich rodinné hrobce.
Willie si od režiséra vynutí slib, že pokud Constanci najde a přivede, roli ji dá. Sám se pak v noci vydá do rodinné hrobky, kde skutečně Constanci objeví a slíbí jí, že když se s ním vrátí, vysněnou roli dostane. Constance s ním odchází a druhý den ráno si jde, jako obvykle, zaplavat daleko do moře, zatímco čtyři muži sedí na břehu poblíž její rezidence a čekají. Vtom se vrací Willieho manželka Maggie a ztropí manželovi žárlivou scénu. Zároveň ale přiznává, že ho i po těch letech, co jsou spolu, stále miluje. Konec příběhu je naznačený, ale nejednoznačný. Přílivová vlna se vrací ke břehu, ale z pětice lidí na pláži si někteří přejí, aby se s ní tentokrát Constance nevrátila.
Důležitější, než samotný závěr příběhu, je Bradburyho poselství, že i ten největší hříšník má právo na druhou šanci, stejně jako má právo rozhodnout svobodně a sám o svém osudu. Bradbury používá v díle rychlé (staccato) dialogy, které mohou mít i více významů a vyžadují čtenářovu pozornost i představivost.

## Česká vydání
- Zbavme se Constance, Baronet, Praha 2004, přeložila Jana Pavlíková.